# Jurij Prokofjew
Jurij Anatoljewicz Prokofjew (ros. Ю́рий Анато́льевич Проко́фьев, ur. 20 lutego 1939 w Mujnaku w Karakałpackiej ASRR) – radziecki polityk.

## Życiorys
Urodzony w rodzinie rosyjskiej. Od 1957 był funkcjonariuszem Komsomołu, od 1960 członkiem KPZR, 1962 ukończył Moskiewski Instytut Automechaniczny, a 1972 zaocznie Wyższą Szkołę Partyjną przy KC KPZR. Sekretarz komitetu Komsomołu Moskiewskiego Instytutu Automechanicznego, potem instruktor, II sekretarz i I sekretarz Pierwomajskiego Rejonowego Komitetu Komsomołu, następnie zastępca kierownika i kierownik wydziału Komitetu Miejskiego Komsomołu w Moskwie. W 1977 został sekretarzem, później II sekretarzem i I sekretarzem Kujbyszewskiego Komitetu Rejonowego KPZR w Moskwie. Kandydat nauk ekonomicznych, 1986-1989 sekretarz Komitetu Wykonawczego Moskiewskiej Rady Miejskiej, 1988 sekretarz Moskiewskiego Komitetu Miejskiego KPZR. 1988-1989 II sekretarz, a 1989-1991 I sekretarz Moskiewskiego Komitetu Miejskiego KPZR. Od 14 lipca 1990 do 23 sierpnia 1991 członek Biura Politycznego KC KPZR, jednocześnie członek KC KPZR. Po rozpadzie ZSRR był członkiem Kujbyszewskiego Komitetu Rejonowego KPFR.

## Odznaczenia
- Order Czerwonego Sztandaru Pracy
- Order Przyjaźni Narodów
- Order „Znak Honoru” (dwukrotnie)